# Guareña (meteorito)
El meteorito de Guareña es un meteorito condrítico que cayó sobre la Tierra en 1892 en Guareña, España. El peso total del meteorito es de 39 kg.

## Historia
La caída del meteorito tuvo lugar el 20 de julio de 1892, en torno a las 10:30 horas de la mañana, en la localidad española de Guareña (Badajoz). Vino precedida de un ruido intenso —de un par de minutos de duración— seguido de tres detonaciones, la primera muy fuerte y las otras dos más débiles. Francisco Gutiérrez, mozo encargado de una bodega del pueblo, oyó lo anteriormente referido y vio una ráfaga de humo, advirtiendo que algo había caído a unos 100 m del edificio. Al acercarse, reparó en un agujero en el suelo de un metro de diámetro y de unos 75 cm de profundidad, en cuyo interior sobresalía el meteorito.
La masa recuperada, de unos 32 kg de peso, fue transportada a la casa del párroco del pueblo. Allí la vio Juan M. Borrallo, licenciado en medicina que, junto con otros vecinos, comentaron que otro aerolito había caído a unos 8 km. Al día siguiente, de madrugada, encontraron un segundo fragmento del meteorito, con un peso de 7,2 kg.
En la actualidad la mayor parte del meteorito se conserva en el Museo Nacional de Ciencias Naturales en Madrid.

## Composición y clasificación
El meteorito está compuesto fundamentalmente por silicatos —olivino, ortopiroxeno y plagioclasa—, con troilita y hierro-níquel metálico como minerales accesorios. Hay, además, una serie de fases menores adicionales como pigeonita pobre en calcio y clinopiroxeno rico en este metal. Los cóndrulos del meteorito de Guareña son escasos y están mal definidos.
El olivino (Fa19.4), el ortopiroxeno (Fs17.4) y el contenido total de hierro (27,7% en peso) son característicos de condritas H6, grupo en el que está catalogado este meteorito.